# Paul Klengel
Paul Klengel (Leipzig, 13 de maig de 1854 - 1935) fou un violinista, pianista i compositor alemany.
Cursà els musicals en el Conservatori de la seva ciutat nadiua, i la carrera de Filosofia en la Universitat de la mateixa capital. Va ser director dels Concerts Euterpe, de Leipzig, segon Hofkapellmeister de Stuttgart, de l'Arion i Singakademie, societat corals de Leipzig; de la Deutsche Liederkranz, de Nova York, i des de 1925 va romandre al claustre del Conservatori de Leipzig.
Com a compositor va cultivar especialment el lied, i va publicar, a més, dues Suites per a violí, que, a més d'ésser extremadament atractives, permeten a l'executant la possibilitat de mostrar tots els efectes artístics que aquest instrument pot oferir.
Va publicar nombroses transcripcions i arranjaments d'obres de cambra, especialitat que cultivà amb singular habilitat i tacte. El seu arranjament del Quintet per a clarinet de Johannes Brahms en sonata per a piano i violí fou un dels millors exemples que d'això es podia oferir. Aquest arranjament va merèixer l'aprovació entusiasta de Brahms i passà a ser una de les obres favorites de Joseph Joachim.
Era germà del també violoncel·lista i compositor Julius Klengel